# Llista de caps d'Estat Major de l'Exèrcit de Terra d'Espanya
Aquesta és la llista dels generals que han estat Caps d'Estat Major de l'Exèrcit de Terra d'Espanya, anteriorment Caps de l'Estat Major Central de l'Exèrcit, des de la seva creació en 1904:
| Des de                            | Fins a                            | Nom                                               | Notes |
| --------------------------------- | --------------------------------- | ------------------------------------------------- | --- |
| 1904                              | 1906                              | Camilo García de Polavieja y del Castillo-Negrete | - Director General de la Guàrdia Civil - Ministre de Guerra (4 de març-2 d'octubre de 1899) - Capità General (des de 1910)                                                                                    |
| 1906                              | 1908                              | Vicente Martítegui Pérez de Santamaría            | Director General de la Guàrdia Civil |
| 1909                              | 1910                              | Diego de los Ríos y Nicolau                       | Senador |
| 1910                              | 1912                              | Julián González Parrado                           | |
| 1912                              | 1916                              | Òrgan dissolt                                     | |
| 1916                              | 1922                              | Valerià Weyler i Nicolau                          | - Ministre de Guerra y Marina - Capità General (des de 1910) |
| 1922                              | 1923                              | Luis Aizpuru y Mondéjar                           | Ministre de Guerra |
| 1923                              | 1925                              | Valerià Weyler i Nicolau                          | (2a vegada) |
| 1925                              | 1931                              | Òrgan dissolt                                     | |
| 1931                              | 1932                              | Manuel Goded Llopis                               | |
| 1933                              | 1935                              | Carlos Masquelet Lacaci                           | Ministre de Guerra |
| 1935                              | 1936                              | Francisco Franco Bahamonde                        | Cap d'estat (1939-1975) |
| 1936 (23 de febrer-19 de julio)   | 1936 (23 de febrer-19 de julio)   | José Sánchez-Ocaña Beltrán                        | Cessat al produir-se l'esclat de la Guerra Civil Espanyola. |
| Començament de la Guerra Civil    |                                   |                                                   | |
| 1936                              | 1937                              | Toribio Martínez Cabrera                          | |
| 1937                              | 1939                              | Vicent Rojo Lluch                                 | Cap de l'Estat Major Central del Ministeri de Defensa Nacional |
| 1936                              | ¿1939?                            | Fidel Dávila Arrondo y Gil Arija                  | - President de la Junta Tècnica de l'Estado (1936-1937) - Ministre de Defensa Nacional (1938-1939) - Jefe de l'Alt Estat Major (1941-1945) - Ministre de l'Exèrcit (1945-1951) - Capità General (des de 1962) |
| Final de la Guerra Civil          |                                   |                                                   | |
| 1940                              | 1941                              | Carlos Martínez de Campos                         | Acadèmic de la Llengua i de Historia |
| 1941                              | 1942                              | Carlos Asensio Cabanillas                         | - Ministre de l'Exèrcit (1942-1945) - Cap de l'Alt Estat Major (1955-1958) - Procurador en Corts |
| 1942                              | 1950                              | Rafael García-Valiño Marcén                       | |
| 1950                              | 1952                              | Fernando Barrón Ortiz                             | President del Consell Suprem de Justícia Militar |
| 1952                              | 1955                              | Emilio Esteban Infantes y Martín                  | President del Consell Suprem de Justícia Militar |
| 1955                              | 1959                              | Antonio Alcubilla Pérez                           | Director General de la Guàrdia Civil (1959-1962) |
| 1959                              | 1961                              | José Cuesta Monereo                               | |
| 1961                              | 1962                              | Valero Valderrábano Samitier                      | |
| 1962                              | 1963                              | Ramón Gotarredona Prats                           | |
| 1963                              | 1965                              | Rafael Cavanillas Prosper                         | |
| 1965                              | 1968                              | César Mantilla Lautrec                            | |
| 1968                              | 1971                              | Fernando González-Camino y Aguirre                | |
| 11 de juny de 1971                | 9 de novembre de 1973             | Gonzalo Fernández de Córdoba y Ziburu             | |
| 9 de novembre de 1973             | 8 de setembre de 1976             | Emilio Villaescusa Quilis                         | President del Consell Suprem de Justícia Militar |
| 1976 (7 de juliol-23 de setembre) | 1976 (7 de juliol-23 de setembre) | Manuel Gutiérrez Mellado                          | - Vicepresident del Govern per Afers de la Defensa (1976-1981) - Ministre de Defensa (1977-1979) - Capità General (honorífic) (1994-+1995)                                                                    |
| 30 d'octubre de 1976              | 13 de gener de 1977               | Ramón Cuadra Medina                               | |
| 13 de gener de 1977               | 24 de maig de 1978                | José Vega Rodríguez                               | - President del Consell Suprem de Justícia Militar - General de l'Exèrcit (a títol pòstum) - Primer Cap de l'Estat Major de l'Exèrcit                                                                         |
| 24 de maig de 1978                | 18 de maig de 1979                | Tomás de Liniers y Pidal                          | General de l'Exèrcit (a títol pòstum) |
| 18 de maig de 1979                | 15 de gener de 1982               | José Gabeiras Montero                             | General de l'Exèrcit (honorífic) |
| 15 de gener de 1982               | 11 de gener de 1984               | Ramón Ascanio y Togores                           | General de l'Exèrcit (honorífic) |
| 11 de gener de 1984               | 31 d'octubre de 1986              | José Sáenz de Tejada y Fernández de Bobadilla     | General de l'Exèrcit (honorífic) |
| 31 d'octubre de 1986              | 18 de maig de 1990                | Miguel Íñiguez del Moral                          | - General de l'Exèrcit (honorífic) - Primer Cap d'Estat Major de l'Exèrcit de Tierra |
| 18 de maig de 1990                | 14 de febrer de 1994              | Ramón Porgueres Hernández                         | General de l'Exèrcit (honorífic) |
| 14 de febrer de 1994              | 1 d'octubre de 1998               | José Faura Martín                                 | General de l'Exèrcit (honorífic) |
| 1 d'octubre de 1998               | 17 de gener de 2003               | Alfonso Pardo de Santayana y Coloma               | General de l'Exèrcit |
| 17 de gener de 2003               | 25 de juny de 2004                | Luis Alejandre Sintes                             | General de l'Exèrcit |
| 25 de juny de 2004                | 28 de abril de 2006               | José Antonio García González                      | General de l'Exèrcit |
| 28 de abril de 2006               | 18 de juliol de 2008              | Carlos Villar Turrau                              | General de l'Exèrcit |
| 18 de juliol de 2008              | 27 de juliol de 2012              | Fulgenci Coll Bucher                              | General de l'Exèrcit |
| 27 de juliol de 2012              | 31 de març de 2017                | Jaime Domínguez Buj                               | General de l'Exèrcit |
| 31 de març de 2017                | Present                           | Francisco Javier Varela Salas                     | General de l'Exèrcit |